# 12 Brygada Artylerii Polowej (austro-węgierska)
12 Brygada Artylerii Polowej (12. Feldartilleriebrigade) – brygada artylerii polowej cesarskiej i królewskiej Armii.
W 1914 roku brygada stacjonowała w Sybinie (niem. Hermannstadt, węg. Nagyszeben) i wchodziła w skład 12 Korpusu.

## Skład w maju 1914
- Pułk Armat Polowych Nr 34
- Pułk Armat Polowych Nr 35
- Pułk Armat Polowych Nr 36
- Pułk Haubic Polowych Nr 12
- Dywizjon Haubic Ciężkich Nr 12

## Komendanci brygady
- płk Moritz Laizner (od 1889[1])
- płk / GM Konstanz Dobler von Friedburg (1911[2] – 1914)